# Tomisa Ilona
Tomisa Ilona (Nikla, 1957. július 31.) néprajzkutató.

## Élete
1975-1980 között végzett az ELTE történelem-néprajz szakán. 1997-ben szerzett PhD fokozatot.
1980-1981-ben az esztergomi Főszékesegyházi Kincstárban, majd 1981-től a MTA Néprajzi Kutatóintézetében dolgozik.
Kutatási területei a történeti néprajz, egyházi források és a templomi zászlók és szimbólumok.

## Elismerései
- 1992 Jankó János Díj

## Művei
- 1992 Visitatio Canonica - Az Esztergomi főegyházmegye Barsi főesperességének egyházlátogatási jegyzőkönyvei 1647-1674. Budapest.
- 1993 Változások a szentek tiszteletében a Zsitva - és Garam - menti falvakban a 17. századi egyházlátogatási jegyzőkönyvek tükrében. Néprajzi Értesítő 75, 163-167.
- 1993 Írott és íratlan jogszabályok útvesztőjében. Az egyház és hívei az adózási szokások rendjében. Magyar Egyháztörténeti Vázlatok 1-2, 179-185.
- 1993 Templomi zászlók a népi használatban 18. századi egyházlátogatási jegyzőkönyvek tükrében. In: Szilágyi Miklós (szerk.): Népi Kultúra Népi Társadalom XVII. Budapest, 241-250.
- 1994 Az egyházi adózás a 17. században. In: Kisbán Eszter (szerk.): Parasztkultúra, populáris kultúra és a központi irányítás. Budapest, 159-167.
- 1997 Visitatio Canonica - Egyházlátogatási jegyzőkönyvek Batthyány József esztergomi érsek idejéből 1776-1779. Budapest.
- 1998 "...Együtt a processiot járják..." - Körmeneti zászlók Magyarországon. Budapest.
- 2002 Katolikus egyház-látogatási jegyzőkönyvek 16-17. század. Budapest.
- 2003 Mely hív szolgálattyáért Esztendőbéli fizetése lészen. Szemelvények a Dessewffy család XVIII. századi irataiból. Budapest.
- 2003 Hárompatak - Egy ismeretlen néprajzi kistáj Erdély és Moldva határán. Budapest.